# 涅本蔡
涅本蔡（高棉語： Nhek Bun Chhay，1958年2月7日—），一译涅文才，柬埔寨政治家，高棉民族团结党领导人，曾任柬埔寨国防部大臣、参议院副主席等职。在其升任将军之前，一直是奉辛比克党保皇派部队的支持者。在奉辛比克党垮台后，他开始了自己的政治生涯，并组建了自己的政党。2017年8月3日，因涉及2012年柬埔寨实居省毒品加工案，涅文才于当天中午被警方拘捕。2018年4月獲准保釋。